# 뉴웨이브 SF
뉴웨이브(New Wave)는 1960년대-1970년대의 SF 조류다. 이야기의 형식과 내용에 있어서 상당한 실험적인 시도를 추구하였고, 비(非)SF 문학에서 많은 요소를 차용하였으며, 자연과학이 아닌 사회과학이나 심리학에 집중한 것 등이 특징이다. 뉴웨이브 SF 작가들은 스스로를 모더니즘 문예 전통의 일부로 여겼으며, 뉴웨이브는 전통적인 펄프 SF로부터 의도적으로 이탈한 변화로 여겨졌다.
뉴웨이브 SF의 가장 주요한 원천은 마이클 무어콕이 1964년부터 편집장이 된 영국 잡지 『뉴 월즈』였다. 미국에서는 할란 엘리슨의 1967년 선집 『위험한 비전들』이 뉴웨이브를 가장 잘 표현한 작품으로 간주된다. 그 밖에 이 조류의 주요 작가로는 어슐러 르 귄, 제임스 그레이엄 밸러드, 새뮤얼 레이 덜레이니, 로저 젤라즈니,  조안나 러스, 제임스 팁트리 주니어, 토머스 마이클 디쉬, 브라이언 윌슨 올디스 등이 있다.
뉴웨이브 SF는 포스트모더니즘, 초현실주의, 1960년대 정치와 반문화, 성해방, 마약문화, 환경주의 같은 사회적 트렌드들의 영향을 받았다. 뉴웨이브는 그 다음 세대의 사이버펑크와 슬립스트림 장르의 발달에 영향을 미쳤다.

## 같이 보기
- 사이버펑크
- 펄프 매거진